# Charles Dillon Perrine
Charles Dillon Perrine (Steubenville, Ohio, 28 de julio de 1867 - Villa del Totoral, Córdoba, 21 de junio de 1951) fue un astrónomo estadounidense radicado en Argentina. Entre otros logros, descubrió dos lunas de Júpiter: Himalia y Elara.

## Biografía
Charles Dillon Perrine nació en Steubenville, Ohio (Estados Unidos), donde trabajó en el Observatorio Lick desde 1893 a 1909. Posteriormente dirigió el Observatorio Nacional de Argentina, hoy Observatorio Astronómico de Córdoba, en Argentina, desde 1909 (para reemplazar al fallecido Dr. John M. Thome) hasta 1936.
Perrine y George Ritchey observaron en 1901 el aparente movimiento superlumínico en la nebulosidad envolvente Nova Persei 1901.
Descubrió dos lunas de Júpiter, conocidas hoy como Himalia (en 1904) y Elara (en 1905). En ese momento fueron designadas simplemente como "Jupiter VI" y "Jupiter VII" y sus nombres no le fueron dados hasta 1975.
Entre otros muchos avistamientos cometarios, co-descubrió el cometa periódico perdido 18D/Perrine-Mrkos.
Promovió el estudio de la astrofísica en Argentina, y la construcción de un gran telescopio de 1,5 m de abertura (el telescopio de la Estación Astrofísica de Bosque Alegre). Perrine logró el presupuesto necesario para erigir la Estación Astrofísica, durante su gestión se construyó la cúpula y montó el instrumento. Sin embargo, el espejo no pudo ser terminado, por lo que recién fue habilitado el 5 de julio de 1942, siendo director en ese momento Enrique Gaviola. Se retiró de su actividad en 1936 pero permaneció en la entonces llamada Villa General Mitre, hoy Villa del Totoral, en la provincia de Córdoba, Argentina, donde falleció el 21 de junio de 1951, a los 83 años. Está enterrado en el "Cementerio de los disidentes" en la ciudad de Córdoba.

## Eponimia
- El cráter lunar Perrine lleva este nombre en su memoria.[4]
- La Unión Astronómica Internacional (IAU) nombró el asteroide (6779) Perrine en su memoria, según una propuesta de Antonín Mrkos.[5]